# Попова Гора (Псковский район)
Попова Гора — деревня в Карамышевской волости Псковского района Псковской области России.
Расположена в 10 км к югу от села Карамышево и в 47 км к юго-востоку от центра города Пскова.
Численность населения деревни по состоянию на 2000 год составляла 7 человек.
До 1 января 2010 года деревня входила в состав ныне упразднённой Осиновичской волости.